# Phallus impudicus
Phallus impudicus (Carl von Linné, 1753) din încrengătura Basidiomycota în familia Phallaceae și de genul Phallus, numit în popor burete pucios, burete puturos, bozuz sau pornografic pula calului este o specie de ciuperci saprofite, comestibile în stadiu timpuriu de ou, dar odatä dezvoltate necomestibile. Buretele crește în România, Basarabia și Bucovina de Nord împrăștiat solitar, deseori în grupuri mici, dezvoltându-se pe sol umed și răcoros, în apropiere de lemn în putrefacție sau pe resturi lemnoase pe care le descompune, atât în păduri de conifere pe lângă molizi și brazi, cât și în cele de foioase în apropiere de carpeni, fagi, stejari, de asemenea în cele mixte prin zăvoaie sub arini, în grădini și parcuri, de la câmpie la munte, din (mai) iunie până în octombrie.
Epitetul speciei este derivat din cuvântul latin (latină impudicus=nerușinat, licențios).

## Taxonomie

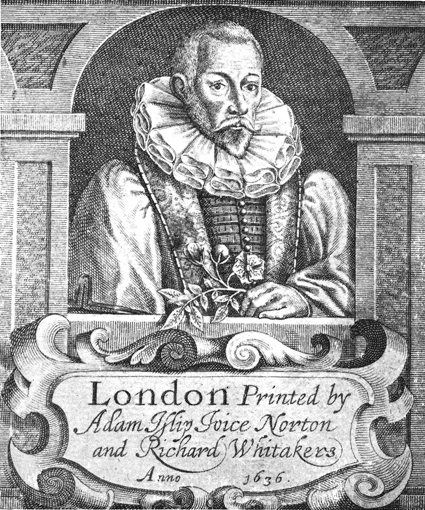
John Gerard

Primele înregistrări scrise datează din secolele XVI și XVII. Astfel botanistul englez John Gerard (pe la 1545-1612) a descris specia sub denumirea Fungus virilis penis effigie  în lucrarea sa The Herball, or Generall Historie of Plantes din 1597, iar compatriotul său John Parkinson (1567-1650) s-a referit la aceasta cu numele Phallus hollandicus în opera sa Theatrum botanicum din 1640. Dar taxonomiile au fost inexacte. 
În anul 1753, marele savant suedez Carl von Linné a descris specia corect și i-a dat numele Phallus impudicus în volumul 2 al operei sale Species Plantarum, taxon valabil până în prezent (2018).
Soiul a mai fost denumit de mai multe ori. Acești taxoni sunt acceptați sinonim, dar nu sunt aplicați și pot fi astfel neglijați.
De constatat este, că se găsește destul de des (de exemplu și în Mycobank sau în disertația lui Kentaro Hosaka) un sinonim, Ithyphallus impudicus, pe care l-ar fi creat botanistul, micologul și profesorul universitar la Universitatea din Berna Eduard Fischer (1861-1939) în cartea sa Die natürlichen Pflanzenfamilien în 1888, ce nu este corect. Într-adevăr, marele om de știință suedez Elias Magnus Fries a propus fără succes redenumirea împreună cu cea pentru gen (Ithyphallus) în volumul 2 al operei sale Systema mycologicum, confirmat de renumiții micologi Pier Andrea Saccardo și Gustav Lindau (1866-1923) precum de Index Fungorum.

## Descriere

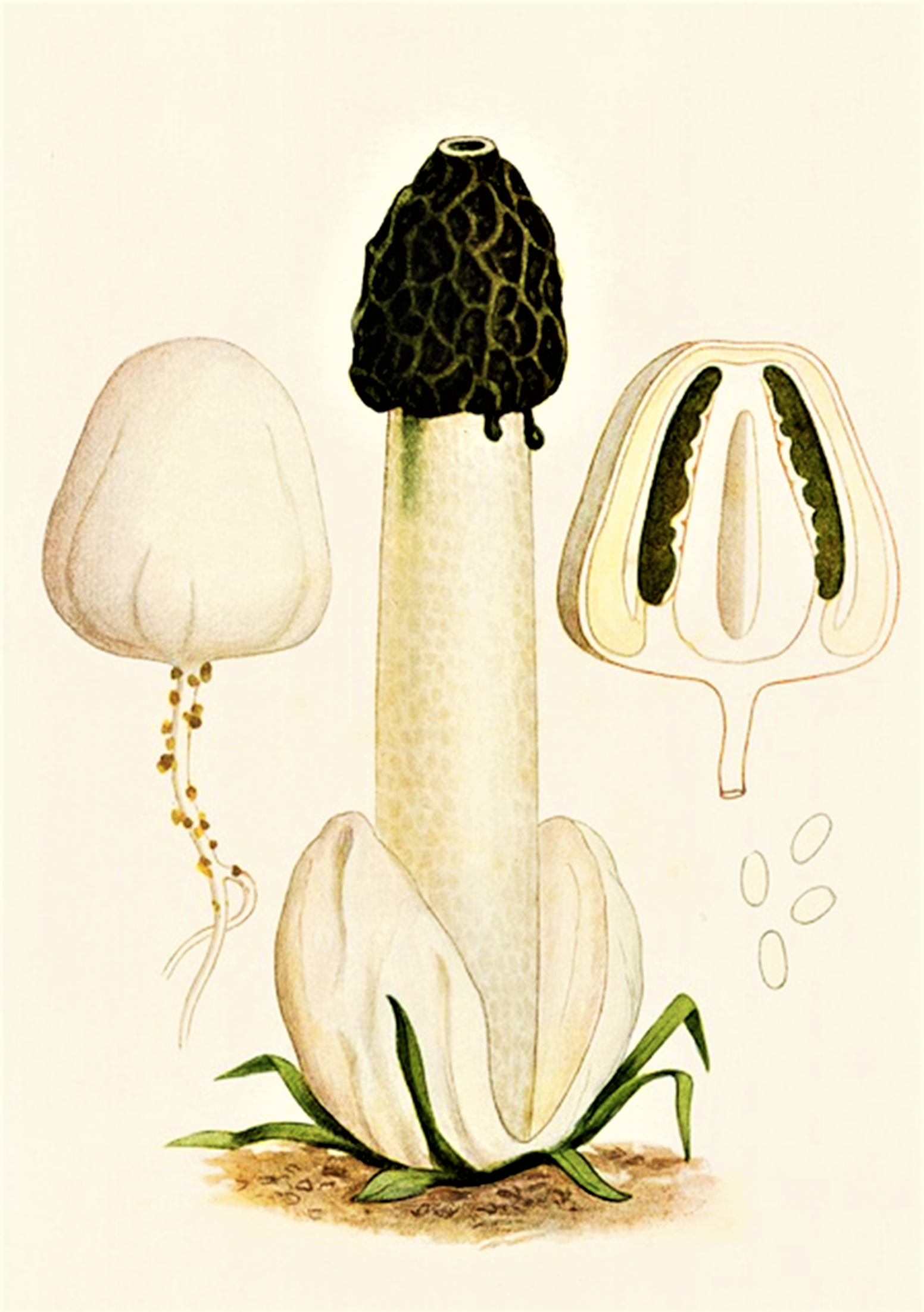
Bres.: Ithyphallus impudicus

- Corpul fructifer: de la apariție până la descompunere, evoluția durează nici măcar o zi. El este la început parțial îngropat sub pământ, ovoidal până rotund, de mărimea unui ou mijlociu de găină, fiind în acest stadiu gelatinos, albicios-ocru și învelit de o peridie (coajă mai groasă) dublă, cu gleba verzuie între pereți. Oul tăiat longitudinal seamănă cu o kiwi. Apoi, vârful oului se despică, și după scurt timp se dezvoltă un burete cu un fel de pălărie (care este slab detașată de tulpină) cu picior și volvă.
- Pălăria:  are o lungime de 4-5 (6) cm, o grosime maximală de 3-4,5 cm, este conică în formă de clopot, subțire, alveolată, avand la vârf mereu o gaurä, înconjurată de un disc alb. Se desprinde foarte ușor de picior. Cuticula este brăzdată de nervuri vizibile care delimitează suprafețe poliedrice și învelită de o glebă mucilaginoasă (vezi jos). La bătrânețe pierde  substanța gelatinoasă și devine ocru-gălbuie și seamănă ciupercii delicioase Morchella esculenta.
- Piciorul: are o lungime de 10-20 cm și un diametru de 2,5-3,5 (4) cm, este unicameral gol în interior, foarte fragil, spongios și cu ventricule foarte mici pe suprafața sa, cilindric și ușor lărgit spre bază, unde este cuprins de o volvă membranoasă, în interior gelatinoasă, ocru-albicioasă și destul de consistentă care se dizolvă treptat cu vârsta. Volva se prelungește pe sub pământ ca rizomorfi albi (filamente de miceliu îngroșate), asemănând ceva unei rădăcini. Coloritul este inițial alb ca zăpada, apoi deseori și cu tonuri de gălbui-ocru.
- Carnea (gleba): este în stadiu tânăr ca de ou de vrăjitoare fără miros, cu un gust plăcut, amintind la cel de ridiche sau hrean.  Mai târziu, după ce ciuperca s-a dezvoltat, carnea este foarte fragilă, destinsă de ventricule foarte fine și învelită într-un strat vâscos, lipicios, verzui. Ciuperca matură miroase dezgustător ca hoit în putrefacție respectiv asemănător excrementelor unei pisici. Această putoare, care se poate observa într-un diametru de 20 m, atrage în primul rând Brachycera (muști) și Geotrupidae (gândaci de bălegar) care se așază pe glebă, luând ulterior cu sine sporii și ajutând astfel la răspândirea soiului.[5][6]
- Caracteristici microscopice: are spori conținuți într-un strat vâscos, lipicios, verzui, verde închis sau verde-măsliniu care se întinde peste cuticulă, fiind curând dispersat de către diverse specii de muști. Sporii brun-măslinii sunt foarte mici, ovoidal-elipsoizi, netezi și hialini (translucizi), având o mărime de 3–5 x 1,5–2 microni.[16]
- Reacții chimice: nu reacționează cu nici un fel de soluții chimice.[17]

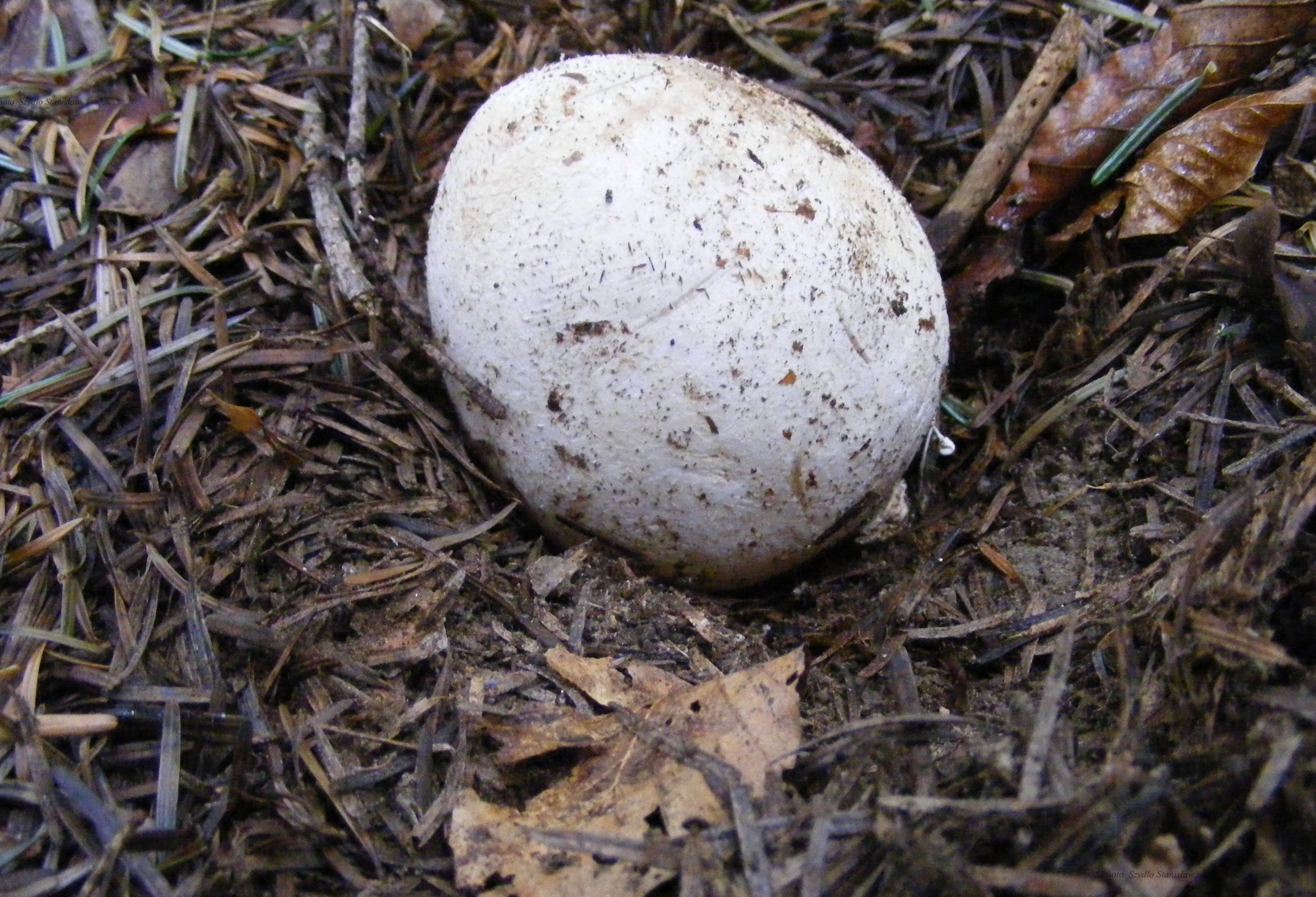
Ph. impudicus tânăr, în stadiu comestibil
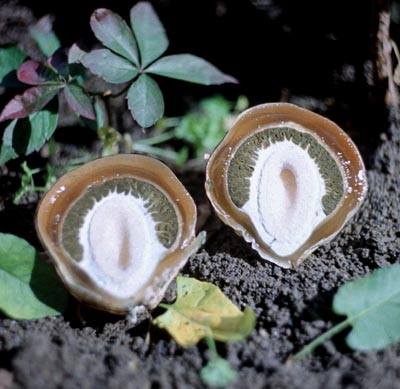
Ph. impudicus tânăr, tăiat, în stadiu comestibil
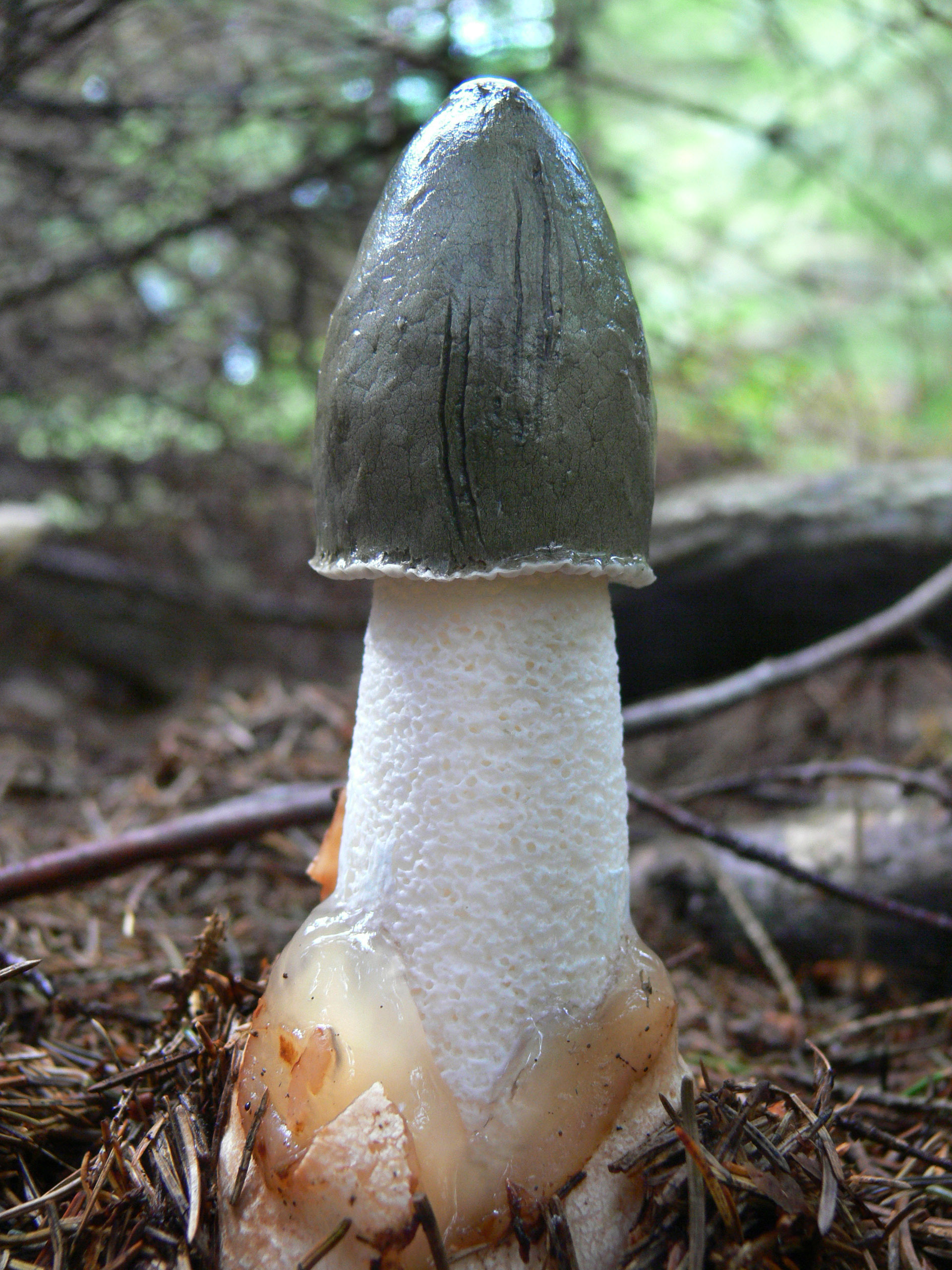
Ph. impudicus tânăr, în stadiu deja necomestibil
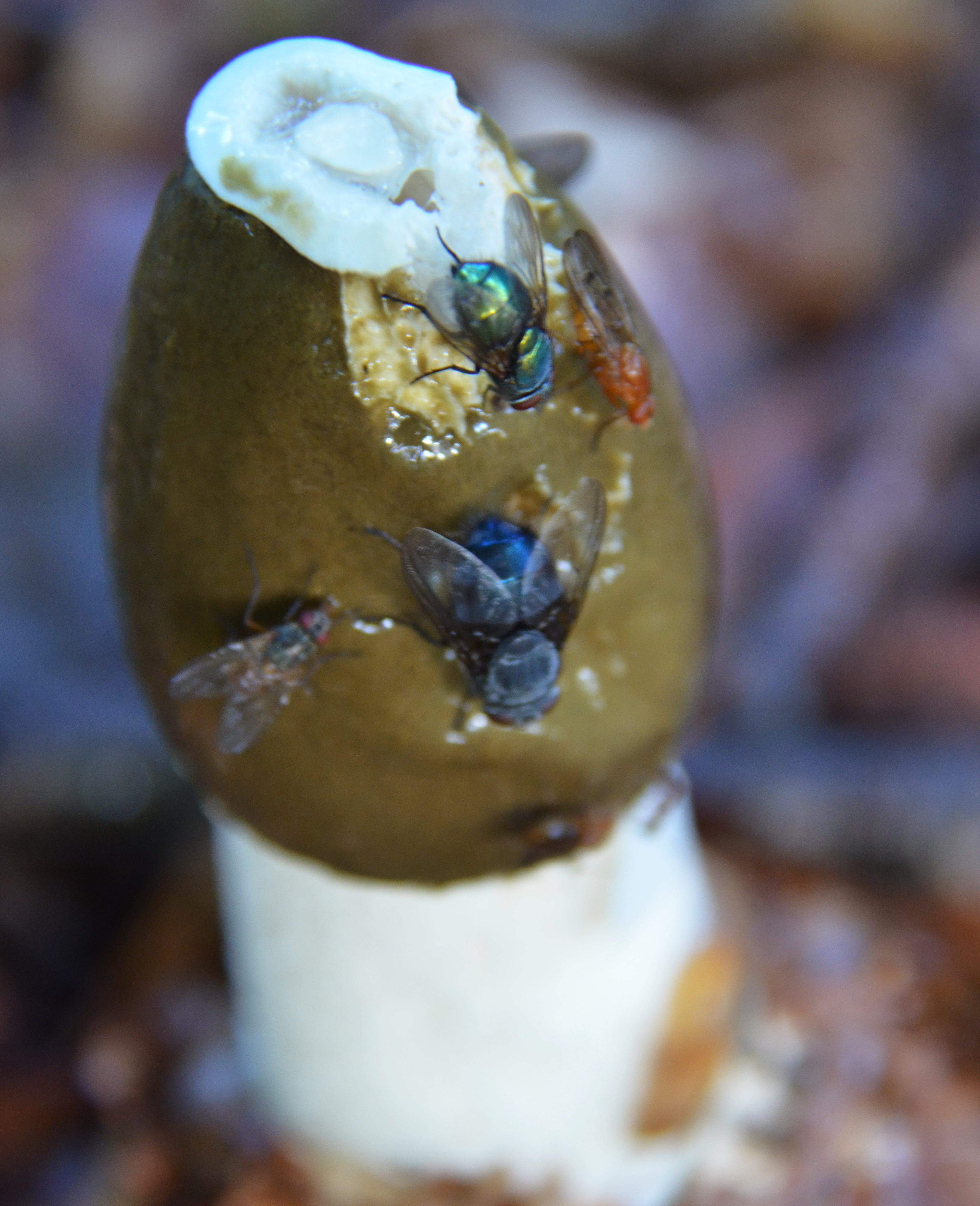
Ph. impudicus, gaură cu inel
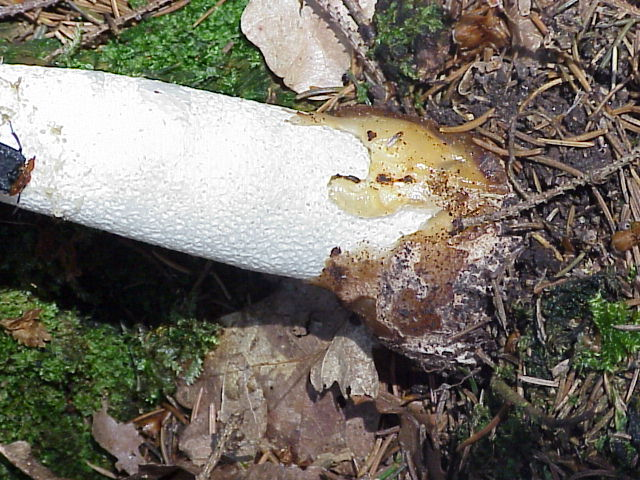
Ph. impudicus matur, picior și bază
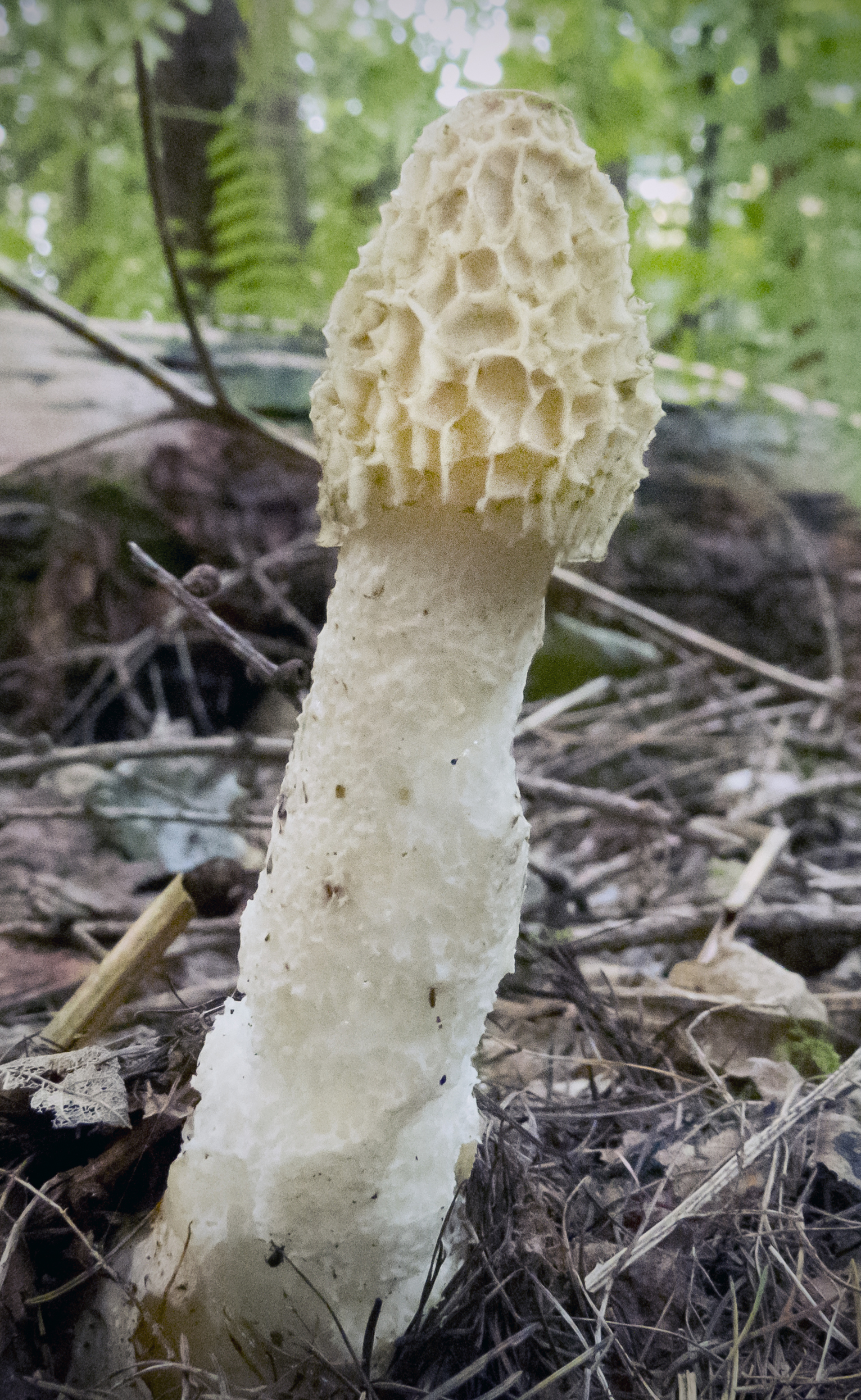
Ph. impudicus bătrân, lipsit de glebă

## Confuzii
Phallus caninus poate fi confundat o dată cu suratele lui, cu toate necomestibile, ca de exemplu: Mutinus elegans, Mutinus caninus, Mutinus ravenelii, Phallus calongei,  Phallus hadriani, Phallus ravenelii sau Phallus rubicundus, darde asemenea, după ce a pierdut gleba, cu specii de genul Morchella cum ar fi Morchella crassipes, Morchella elata,  Morchella esculenta sau Morchella semilibera.

## Ciuperci asemănătoare

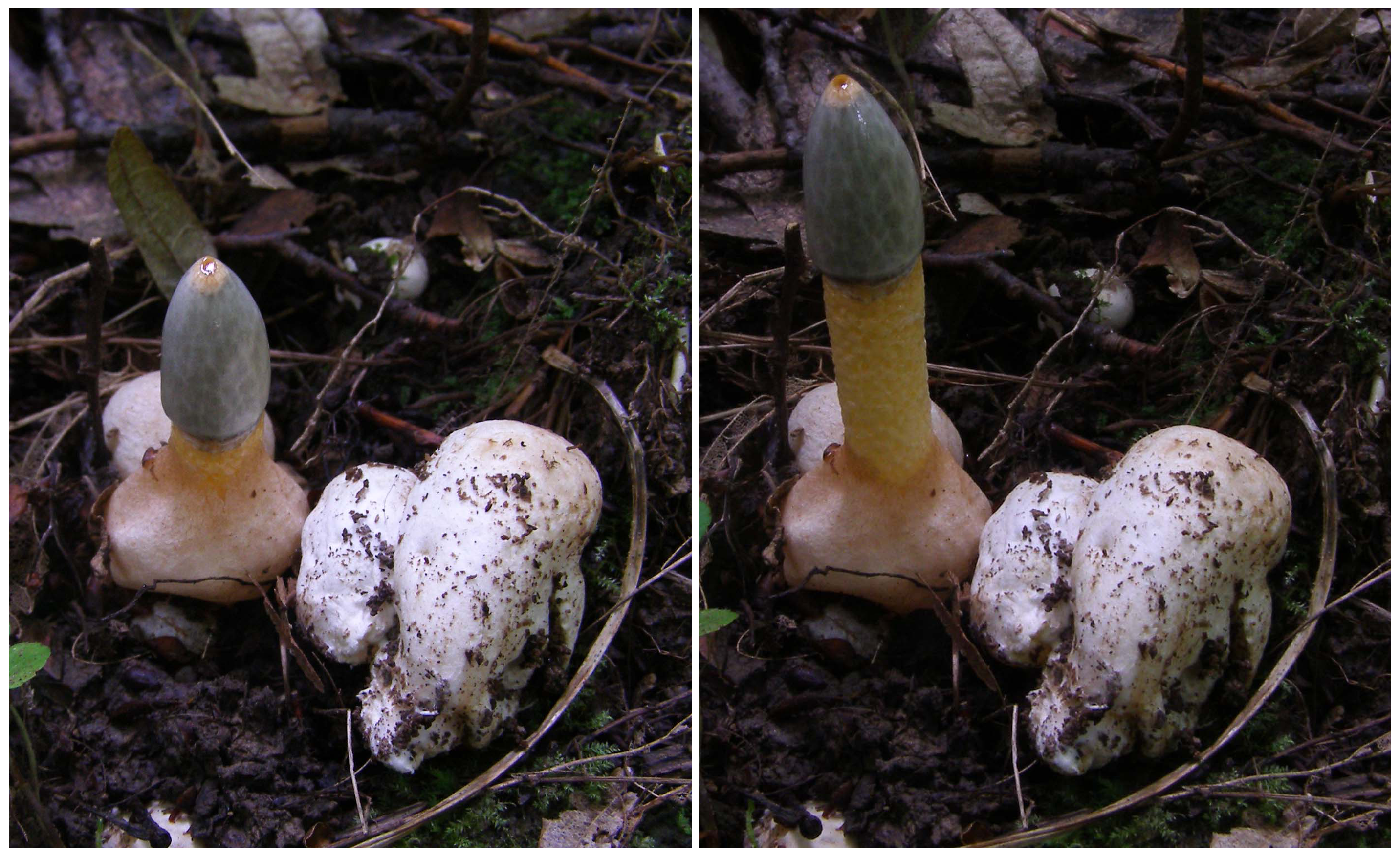
Mutinus caninus
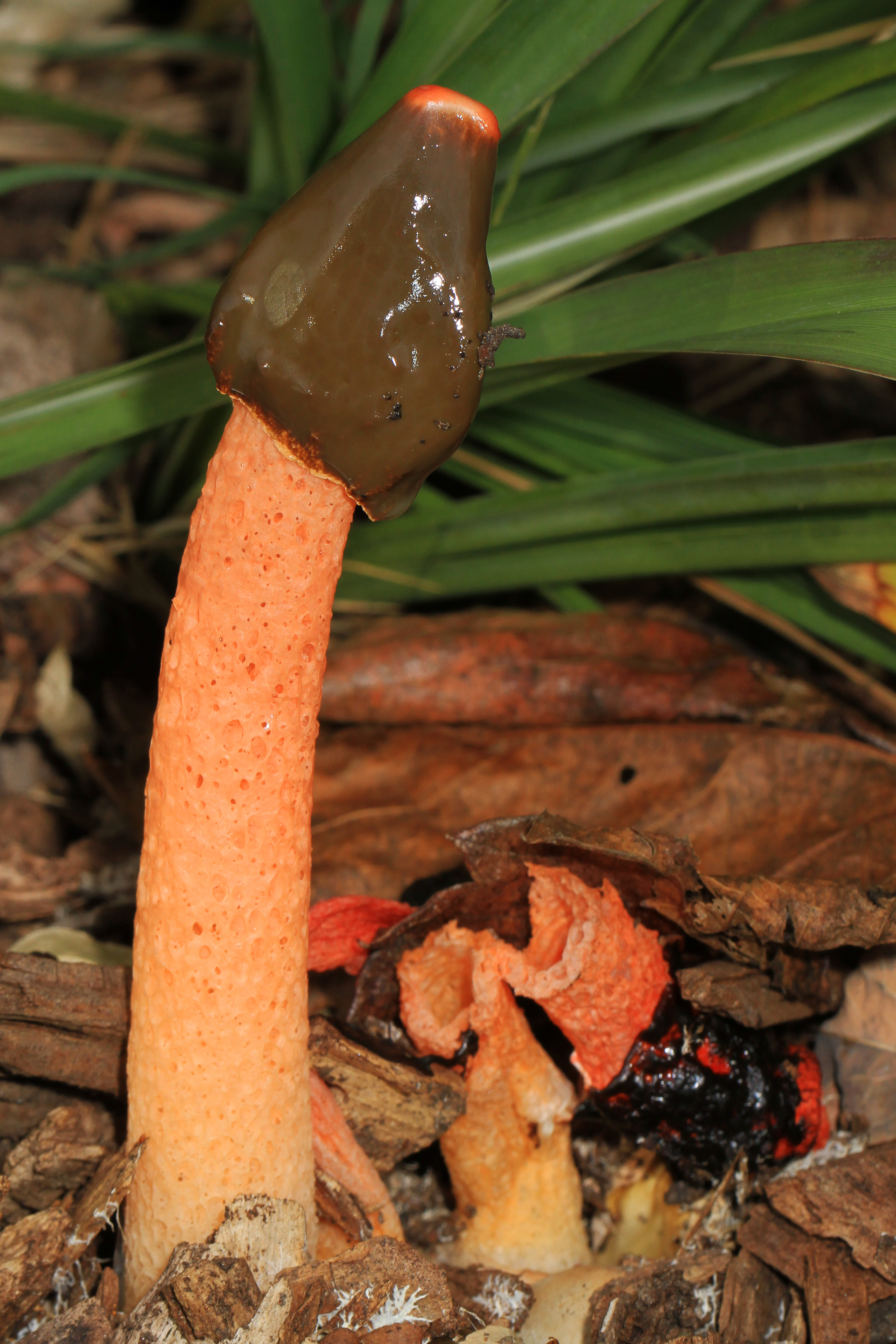
Mutinous elegans
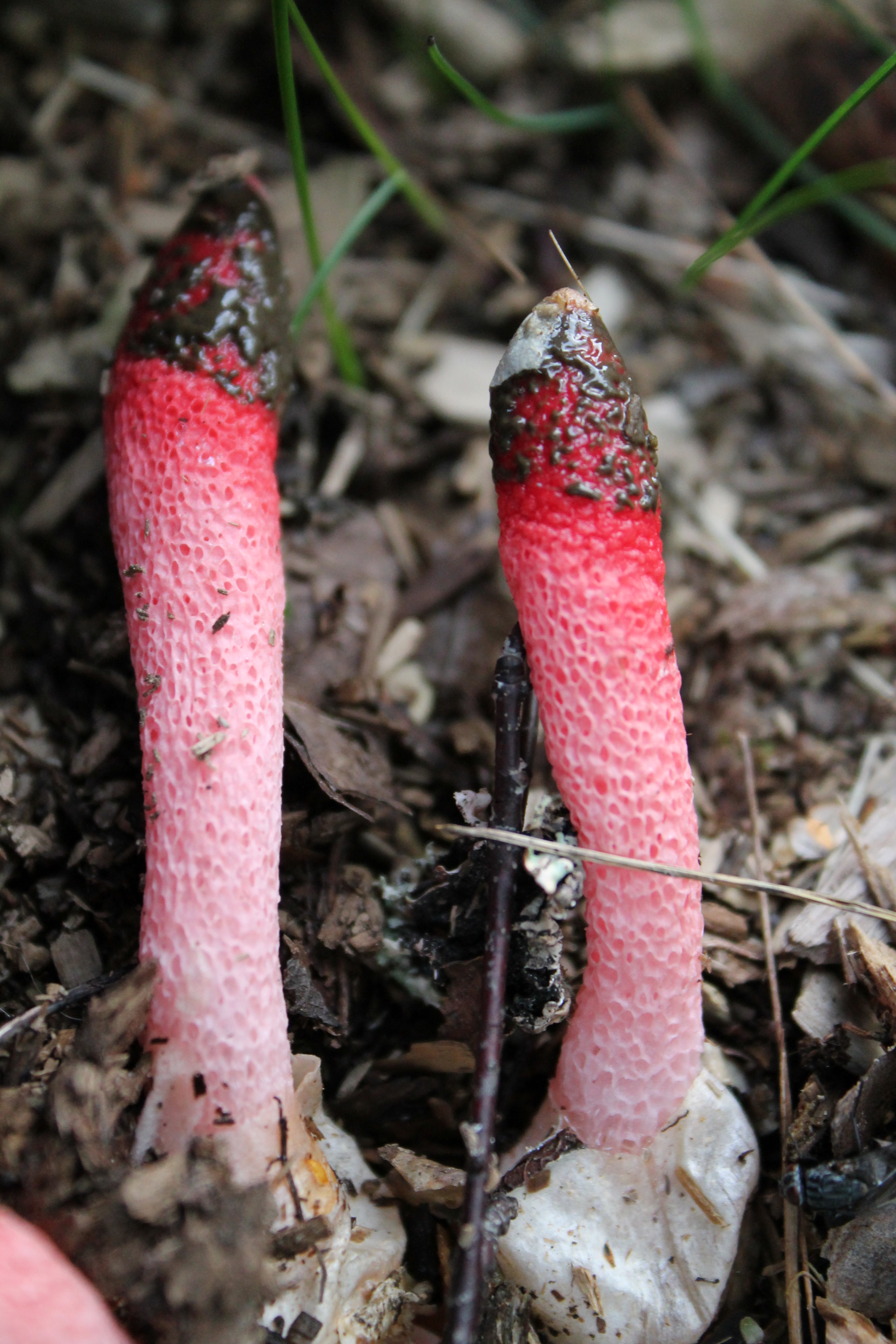
Mutinus ravenelii
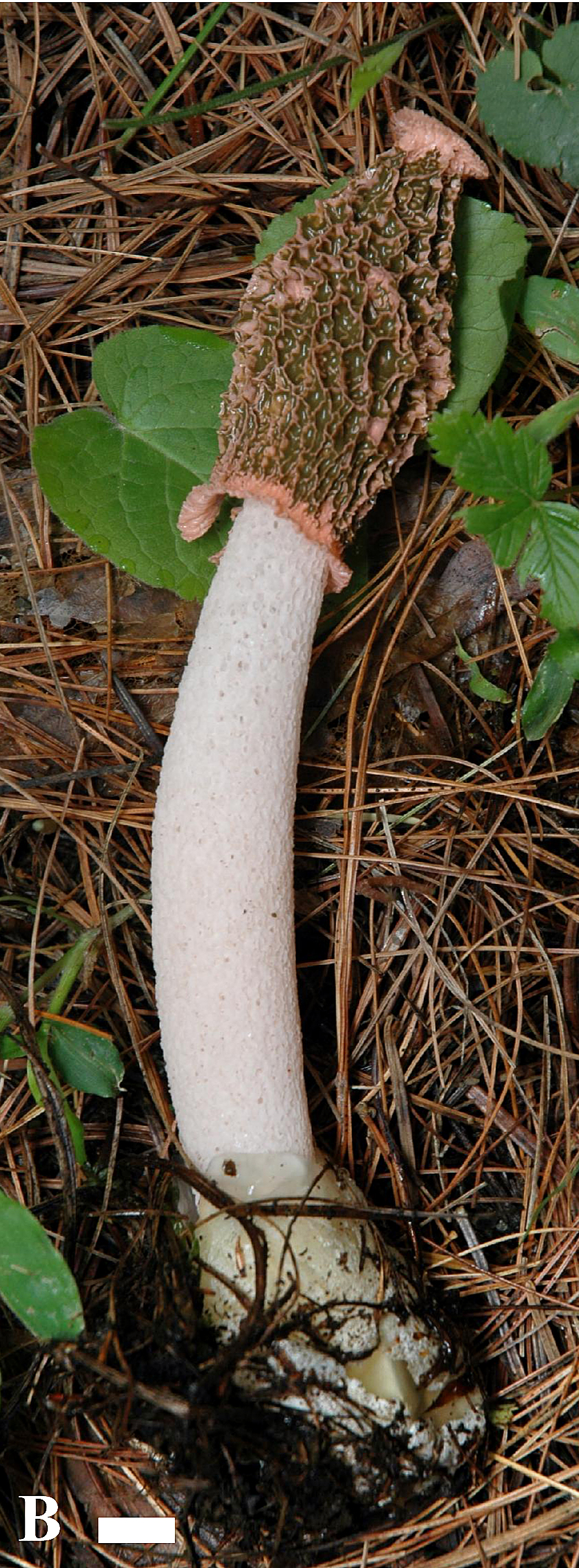
Phallus calongei
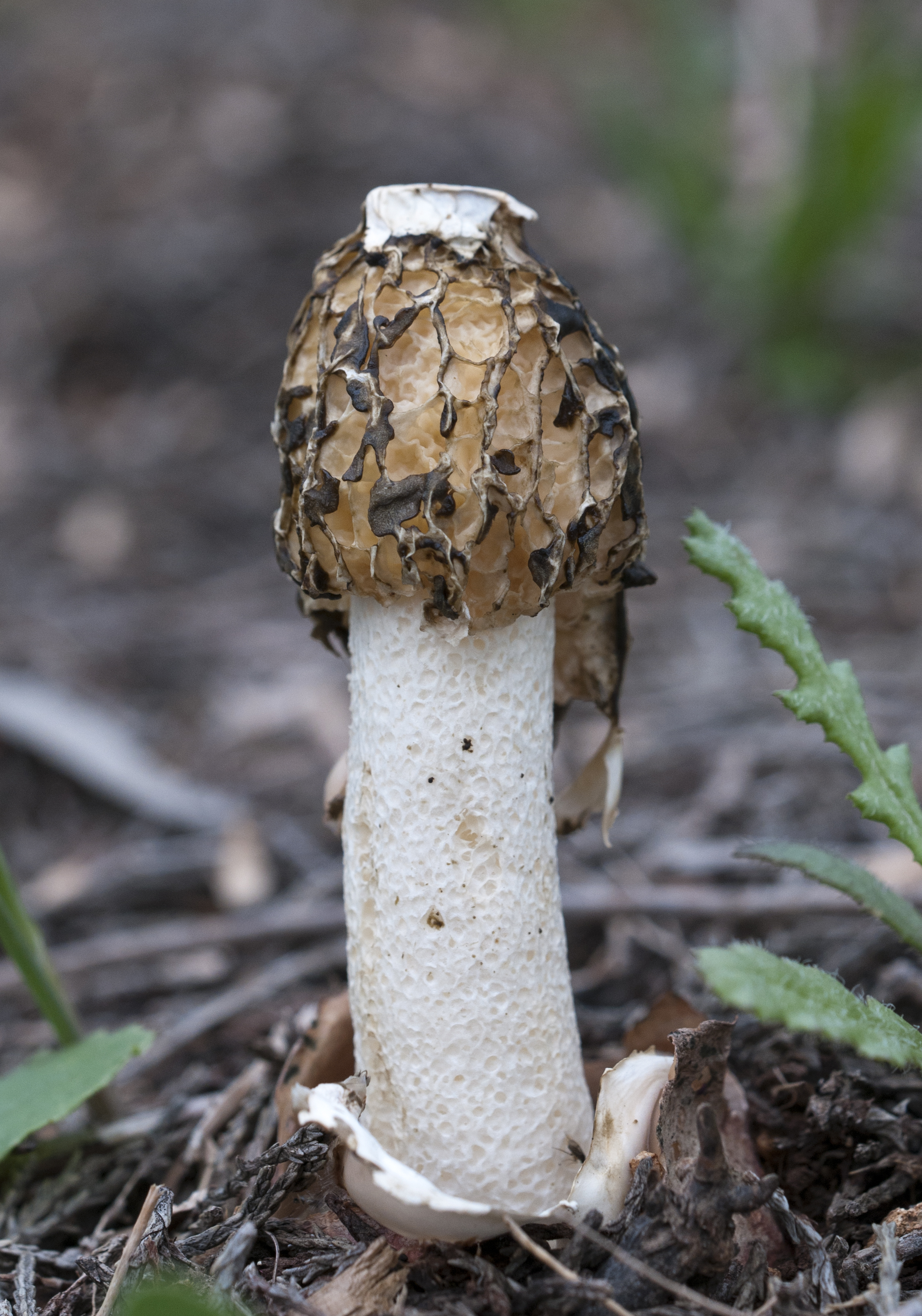
Phallus hadriani
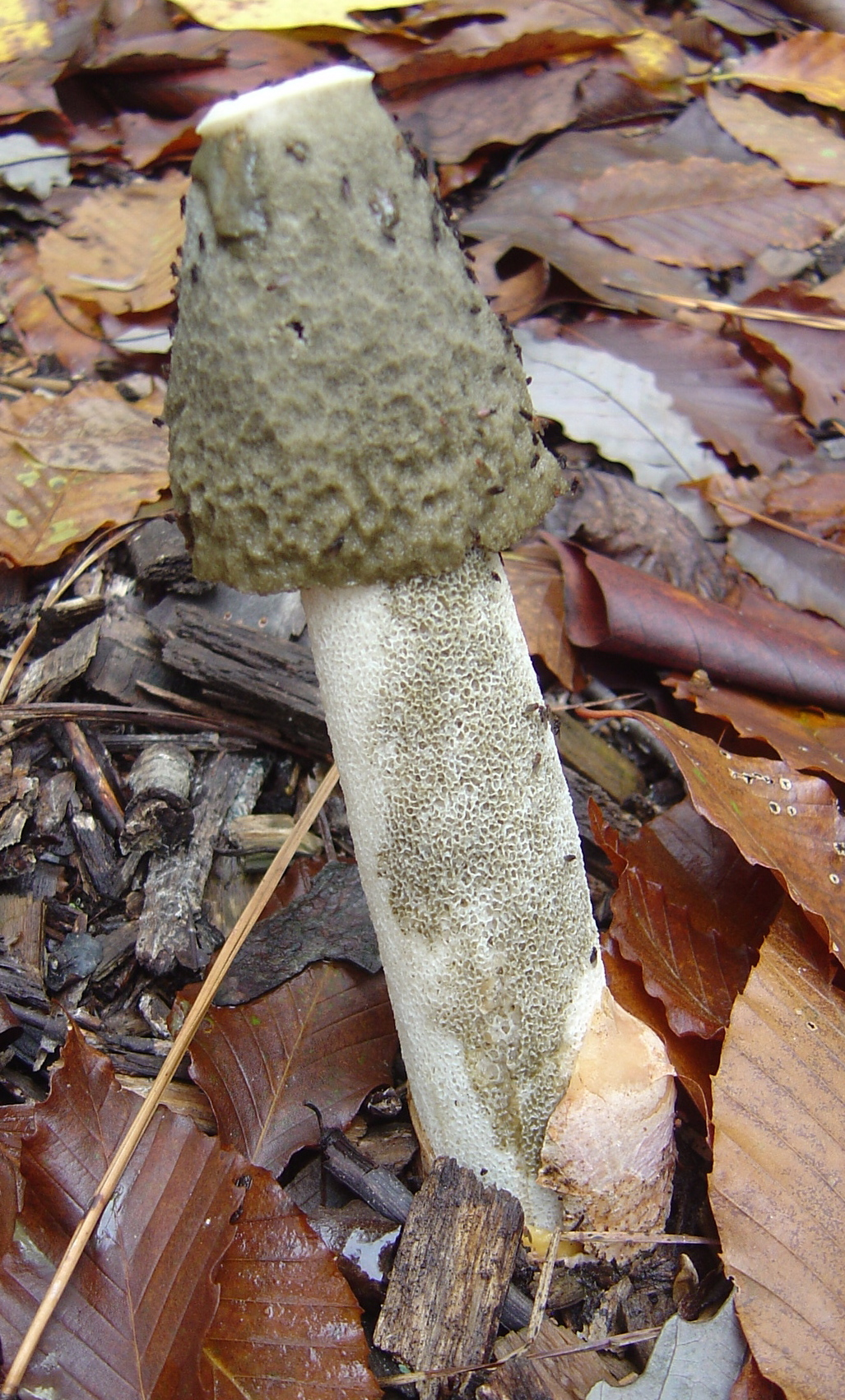
Phallus ravenelii
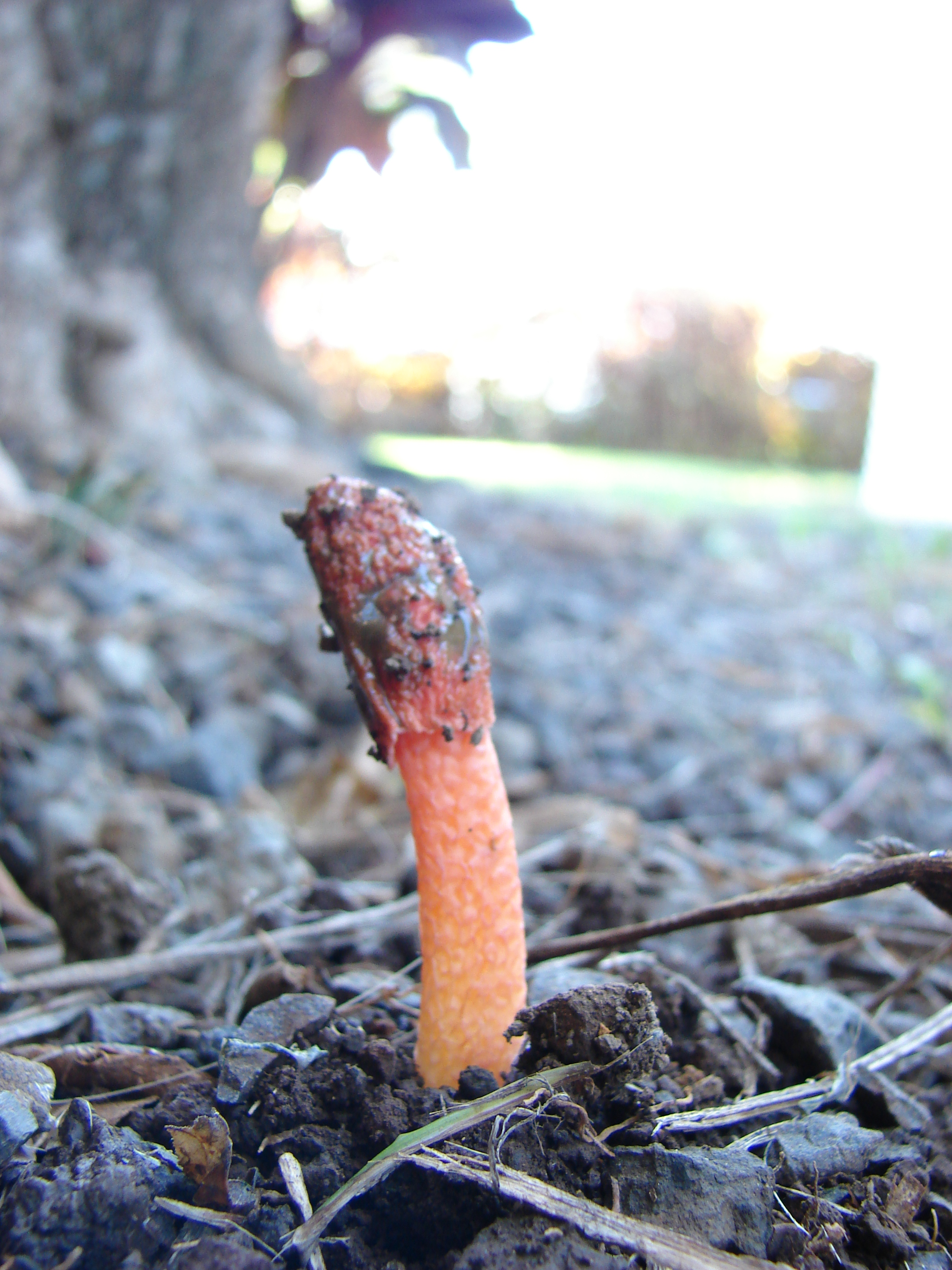
Phallus rubicundus

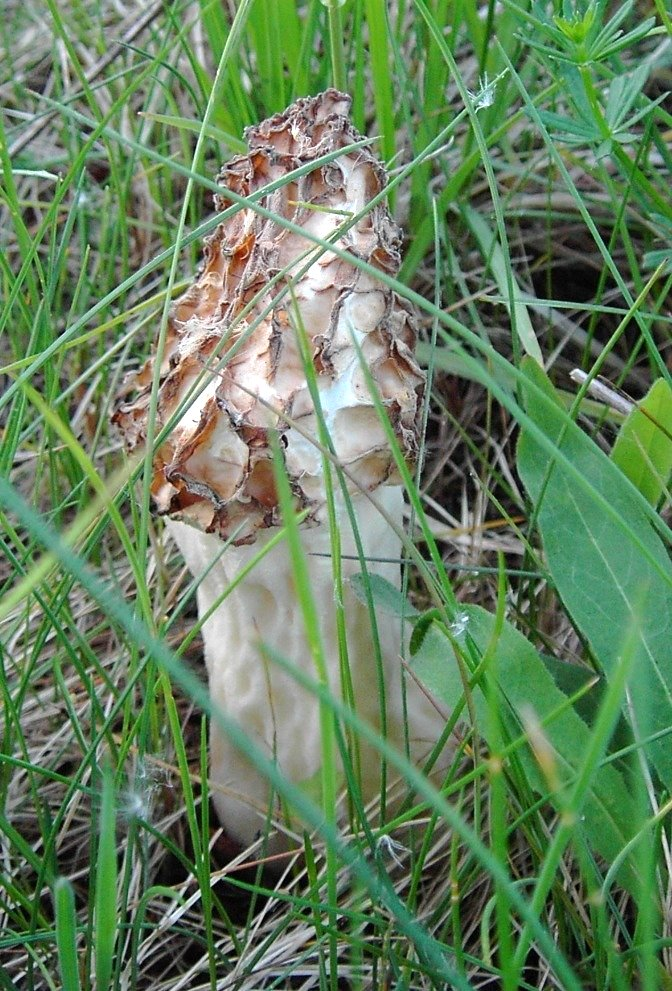
Morchella crassipes
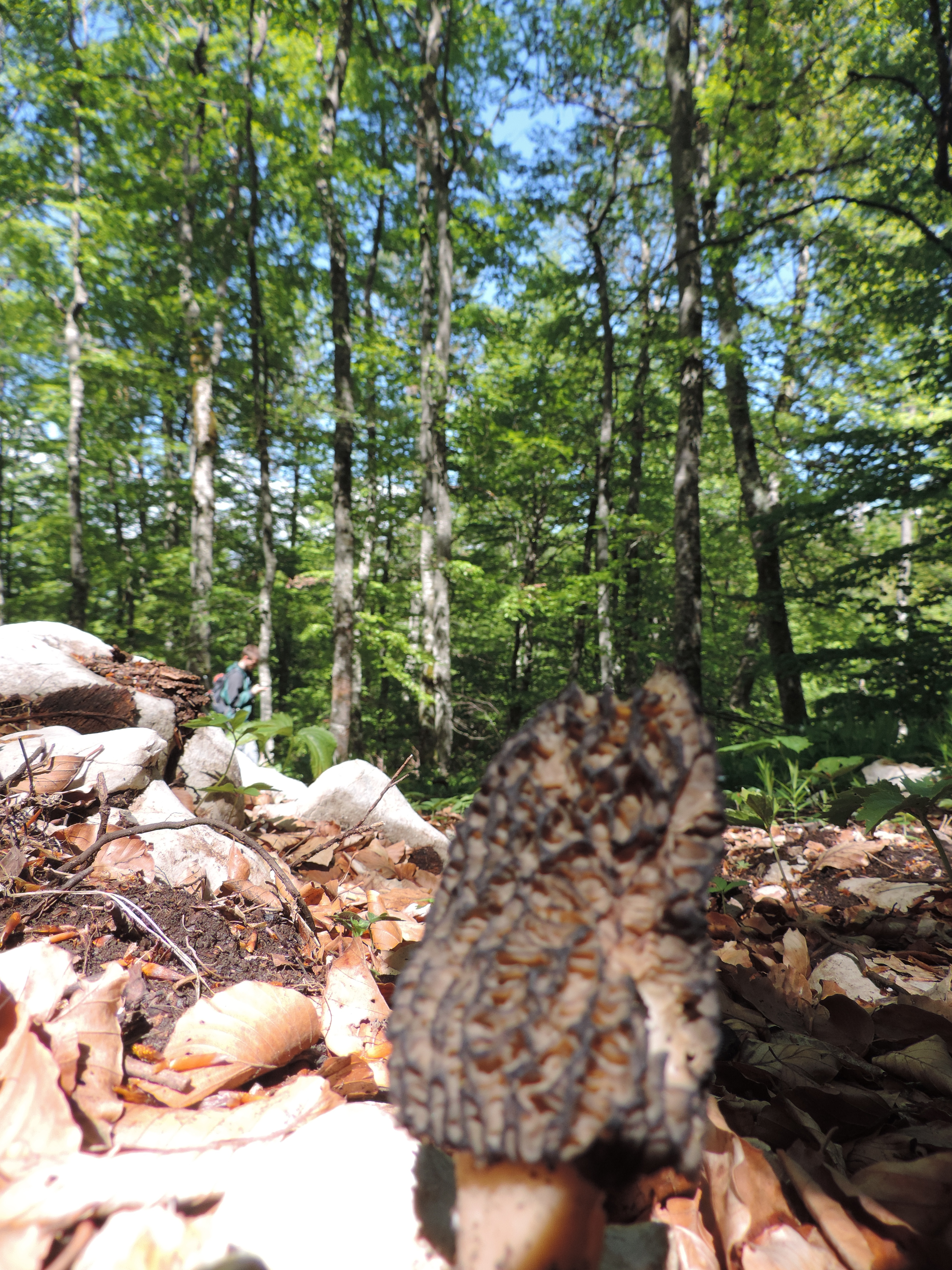
Morchella elata
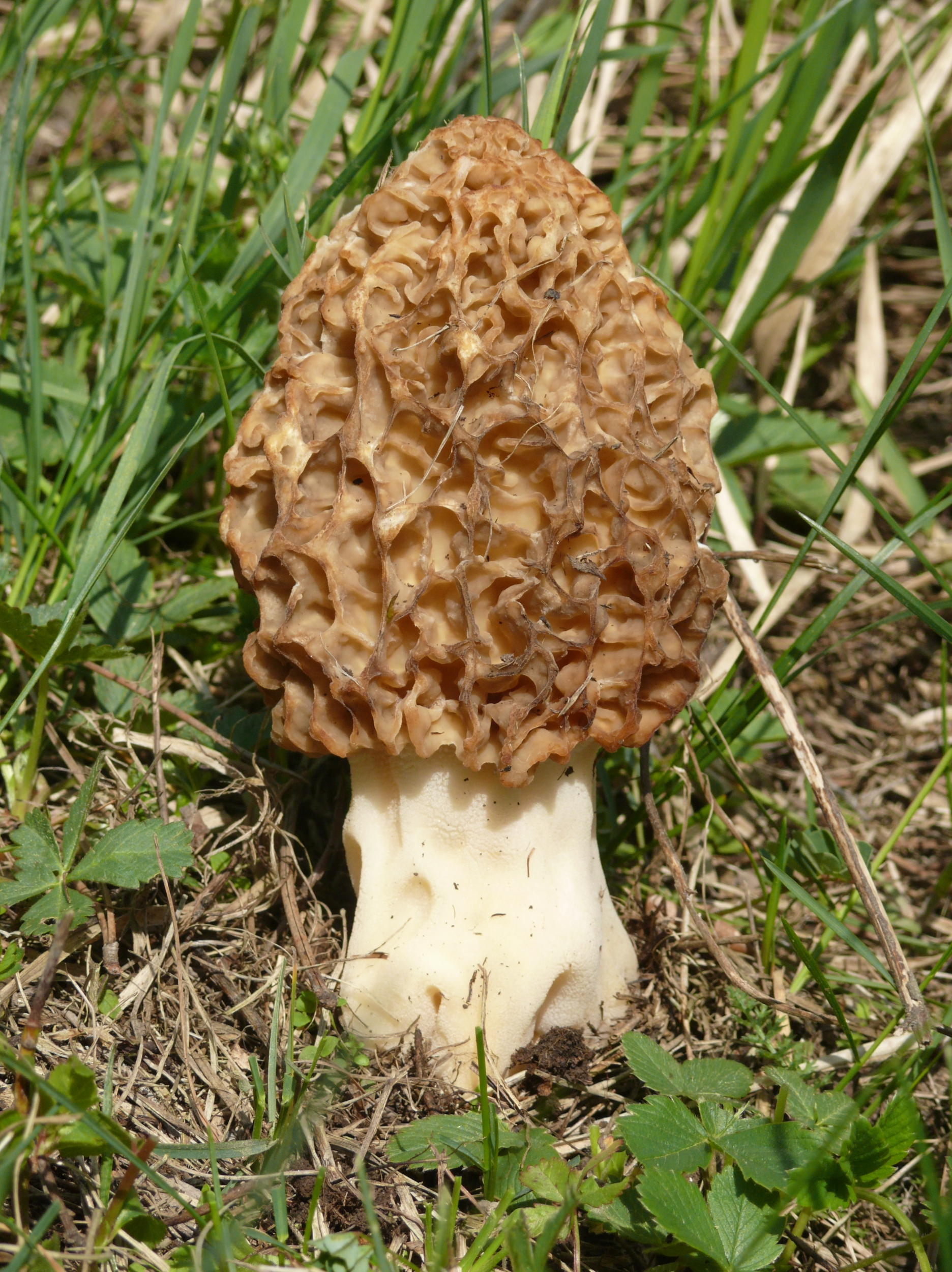
Morchella esculenta
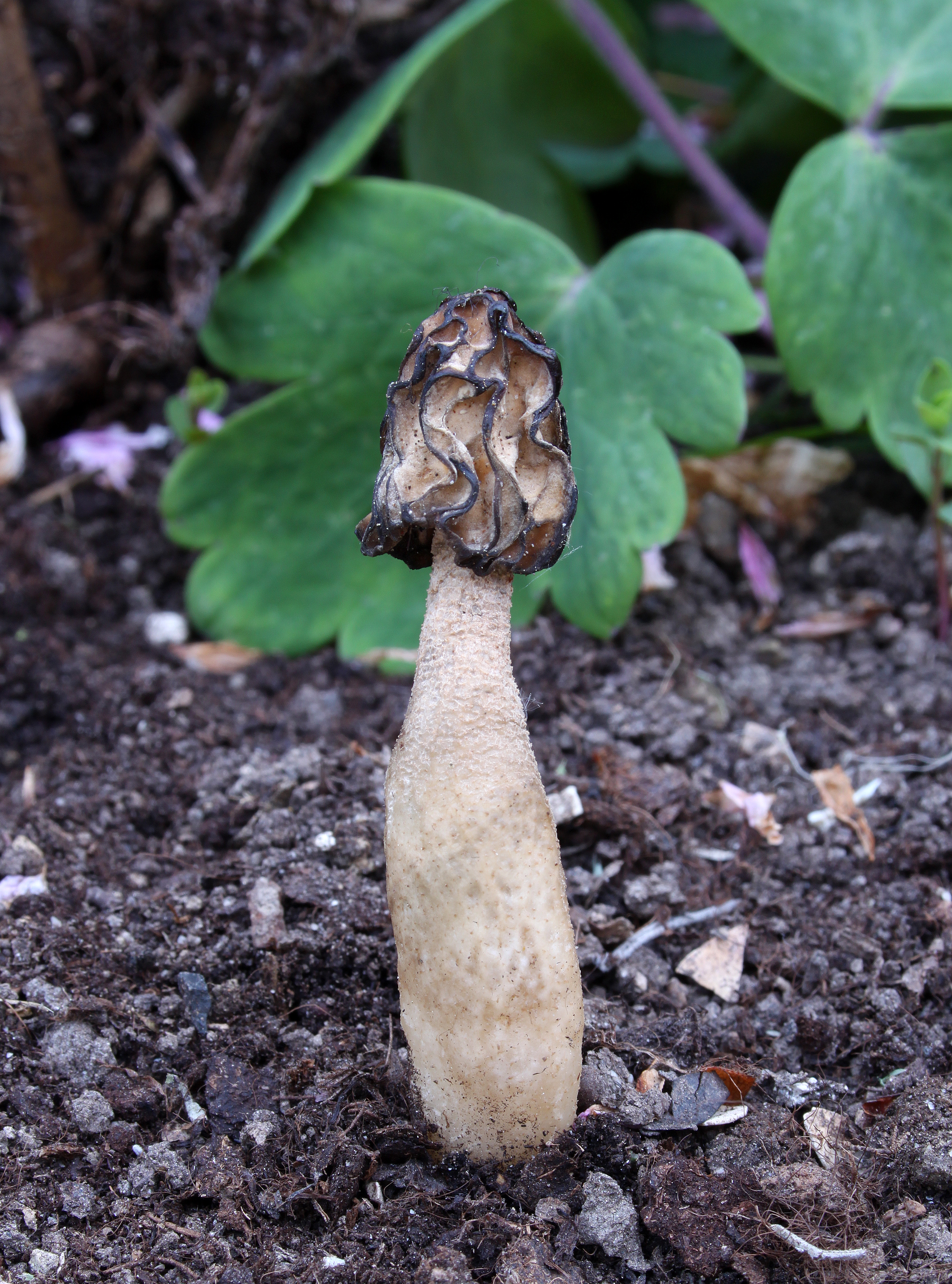
Morchella semilibera

## Valorificare
Acest soi se mănâncă în formă de „ou vrăjitoresc” adesea în Germania, Franta precum în Orientul Îndepărtat. Astfel, oul, eliberat de  gelatină (glebă), este comestibil crud, marinat în oțet sau foarte scurt prăjit, de exemplu într-o salată. Ciuperca poate fi servitä sia insa aspic. 
Buretele a fost ingerat deja de multe ori de clienții de bună-credință și neștiutori, de exemplu, într-un lebărvurșt cu trufe falsificat. Odată ce ciuperca s-a dezvoltat, mirosul de hoit în putrefacție interzice orice utilizare culinară.
Această ciupercă, dacă nu este prelucrată repede, poate crea surpriza, ca ou cules de dimineață, să devină ciupercă puturoasă pe seară în coș. De aceea se indică de a nu o pune în același coș cu alte ciuperci.
Buretele, să nu fie călcat cu picioarele sau rupt degeaba (ce se întâmplă din pacate foarte des), pentru că este foarte valoros pentru descompunerea de material biologic mort și producerea de humus.
Întrucât specia nu prosperă rar pe movile de mormânt, miturile populare au creat câteva povești ciudate despre această ciupercă. Dacă un bozuz s-a tras  dintr-un mormânt, se credea că mortul de dedesubt murise cu o crimă nepedepsită și voia să avertizeze despre o soartă similară cu ajutorul acestei ciuperci. Mai departe au fost acționate  vrăji de dragoste amestecând ciuperca sub mâncare, dar uneori ciupercile au fost colectate de asemenea pentru a face rău oamenilor.

## Bibiliografie
- Marcel Bon: “Pareys Buch der Pilze”, Editura Kosmos, Halberstadt 2012, ISBN 978-3-440-13447-4
- Bruno Cetto: „Der große Pilzführer”, vol. 1-3, vezi sub "Note"
- Rose Marie Dähncke și Sabine Maria Dähncke: „700 Pilze in Farbfotos”, Editura AT Verlag, Aarau - Stuttgart 1979 și 1980, ISBN 3-85502-0450
- Rose Marie sia Sabine Maria Dähncke: „Pilze”, Editura Silva, Zürich 1986
- Jean-Louis Lamaison & Jean-Marie Polese: „Der große Pilzatlas“, Editura Tandem Verlag GmbH, Potsdam 2012, ISBN 978-3-8427-0483-1
- J. E. și M. Lange: „BLV Bestimmungsbuch - Pilze”, Editura BLV Verlagsgesellschaft, München, Berna Viena 1977, ISBN 3-405-11568-2
- Hans E. Laux: „Der große Pilzführer, Editura Kosmos, Halberstadt 2001, ISBN 978-3-440-14530-2
- Gustav Lindau: „Kryptogamenflora für Anfänger – Die höheren Pilze”, vol. 1, ediția a 2-a, Editura Springer-Verlag GmbH, Berlin – Heidelberg 1917
- Till E. Lohmeyer & Ute Künkele: „Pilze – bestimmen und sammeln”, Editura Parragon Books Ltd., Bath 2014, ISBN 978-1-4454-8404-4
- Meinhard Michael Moser: „Röhrlinge und Blätterpilze - Kleine Kryptogamenflora Mitteleuropas” ediția a 5-ea, vol. 2, Editura Gustav Fischer, Stuttgart 1983